# Catedral de la Inmaculada Concepción (Filadelfia)
La Catedral de la Inmaculada Concepción (en inglés: Cathedral of the Immaculate Conception) Es una catedral católica de rito ucraniano situada en el barrio de Poplar de Filadelfia, Pennsylvania, Estados Unidos. Es el asiento para la archieparquía metropolitana de Filadelfia (Philadelphiensis Ucrainorum).
Los católicos que se adhirieron al rito bizantino en el Imperio Austro-Húngaro eran conocidos como rutenos, y estos comenzaron inmigrar en números considerables a los Estados Unidos a finales de la década de 1870. Un sacerdote ruteno emigró en 1884 y bendijo su primer edificio para una iglesia en Shenandoah, Pensilvania. Los primeros inmigrantes a Filadelfia se establecieron en Northern Liberties entre las calles Sexta y Séptima, al sur de la Avenida Girard. Fundaron la parroquia de la Inmaculada Concepción en 1886. 
En 1964, mientras se hacían planes para reemplazar la catedral de 1907, varios miembros de la congregación querían que la nueva iglesia fuera construida en los suburbios donde vivían. El arzobispo Ambrose Senyshyn optó por construir en la propiedad donde la vieja iglesia estaba esperando la Zona de Reurbanización del Poplar rejuvenecería el barrio. La piedra angular se colocó el 16 de octubre de 1966 y contiene una piedra de la tumba de San Pedro que el papa Pablo VI dio al arzobispo Senyshyn. El Papa Juan Pablo II visitó la catedral el 4 de octubre de 1979.

## Véase también

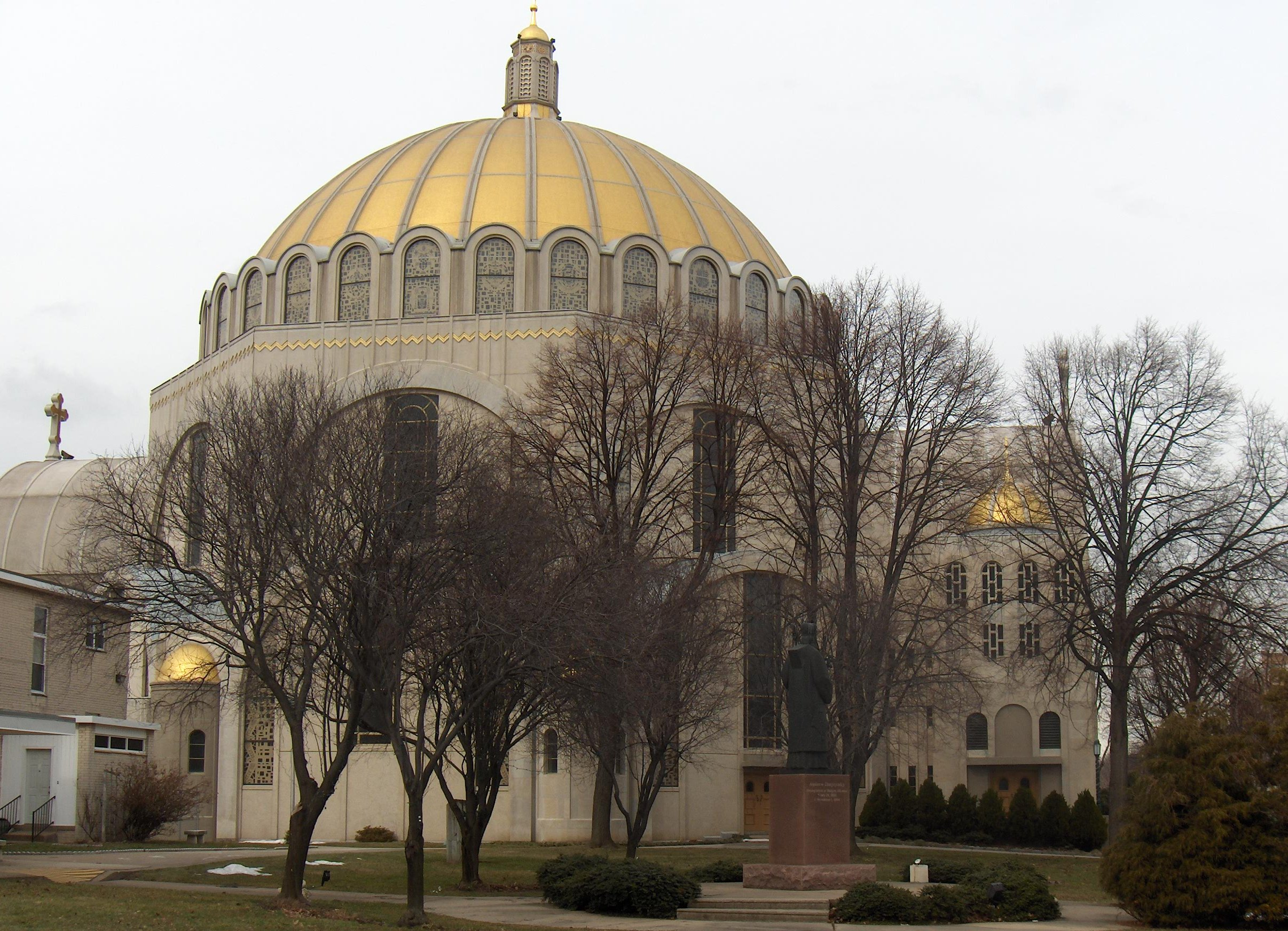
Otra vista del templo